# Krontallen
Krontallen är ett naturreservat i Lindesbergs kommun i Örebro län.
Området är naturskyddat sedan 2002 och är 25 hektar stort. Reservatet består av äldre barrblandskog med inslag av björk, asp och klibbal.